# Dolné Saliby
Dolné Saliby (maďarsky Alsószeli) jsou obec na Slovensku v okrese Galanta. Rozloha katastrálního území činí 18,72 km².

## Historie
Do roku 1918 bylo území obce součástí Uherska. V důsledku první vídeňské arbitráže bylo v letech 1938 až 1945 součástí Maďarska. Při sčítání obyvatel v roce 2001 se 78 % obyvatel hlásilo k maďarské národnosti. V roce 2009 měla obec 2 000 obyvatel. 